# Villa Almeida

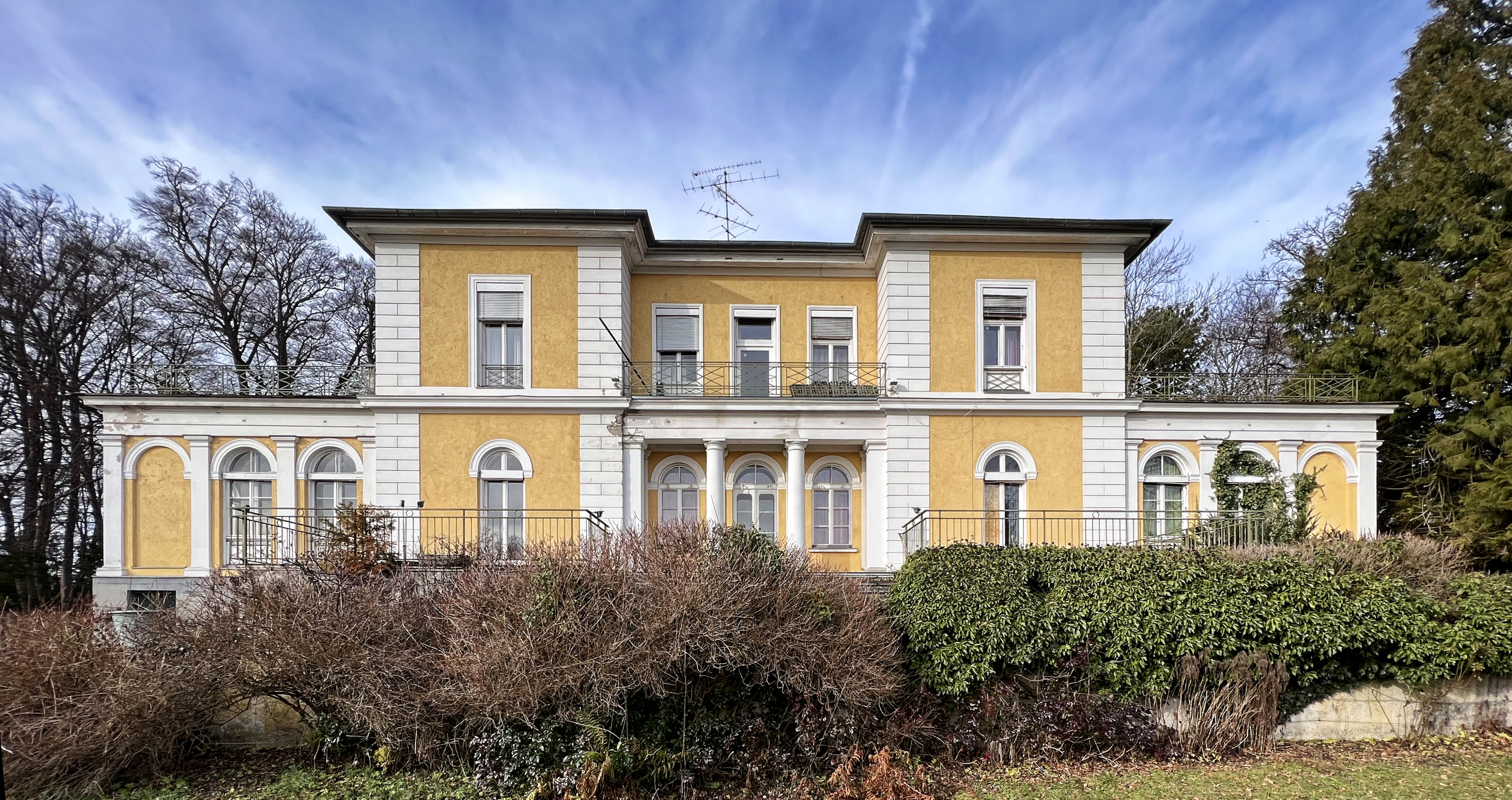
Villa Almeida in Starnberg (2022)

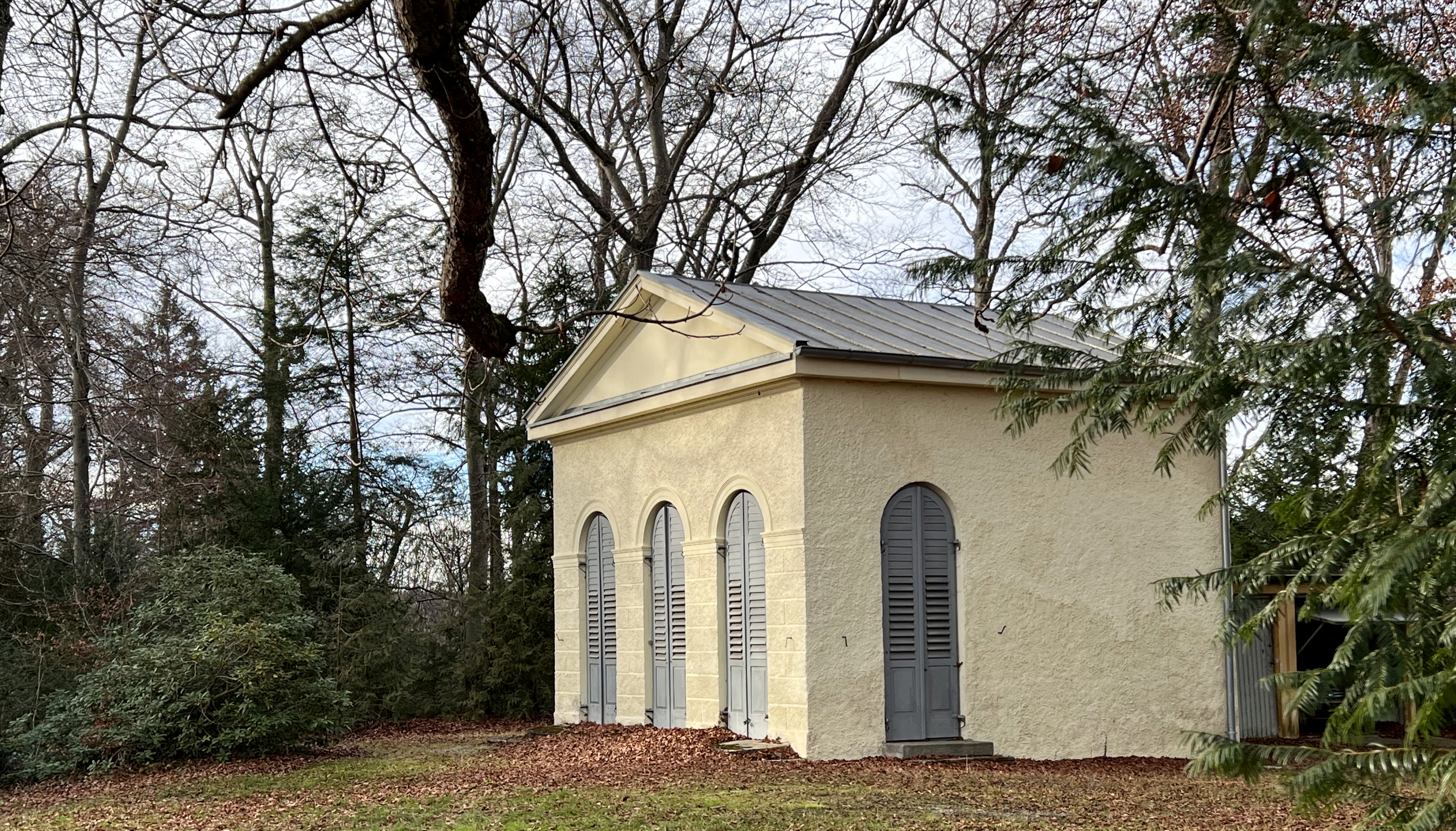
Salettl der Villa Almeida

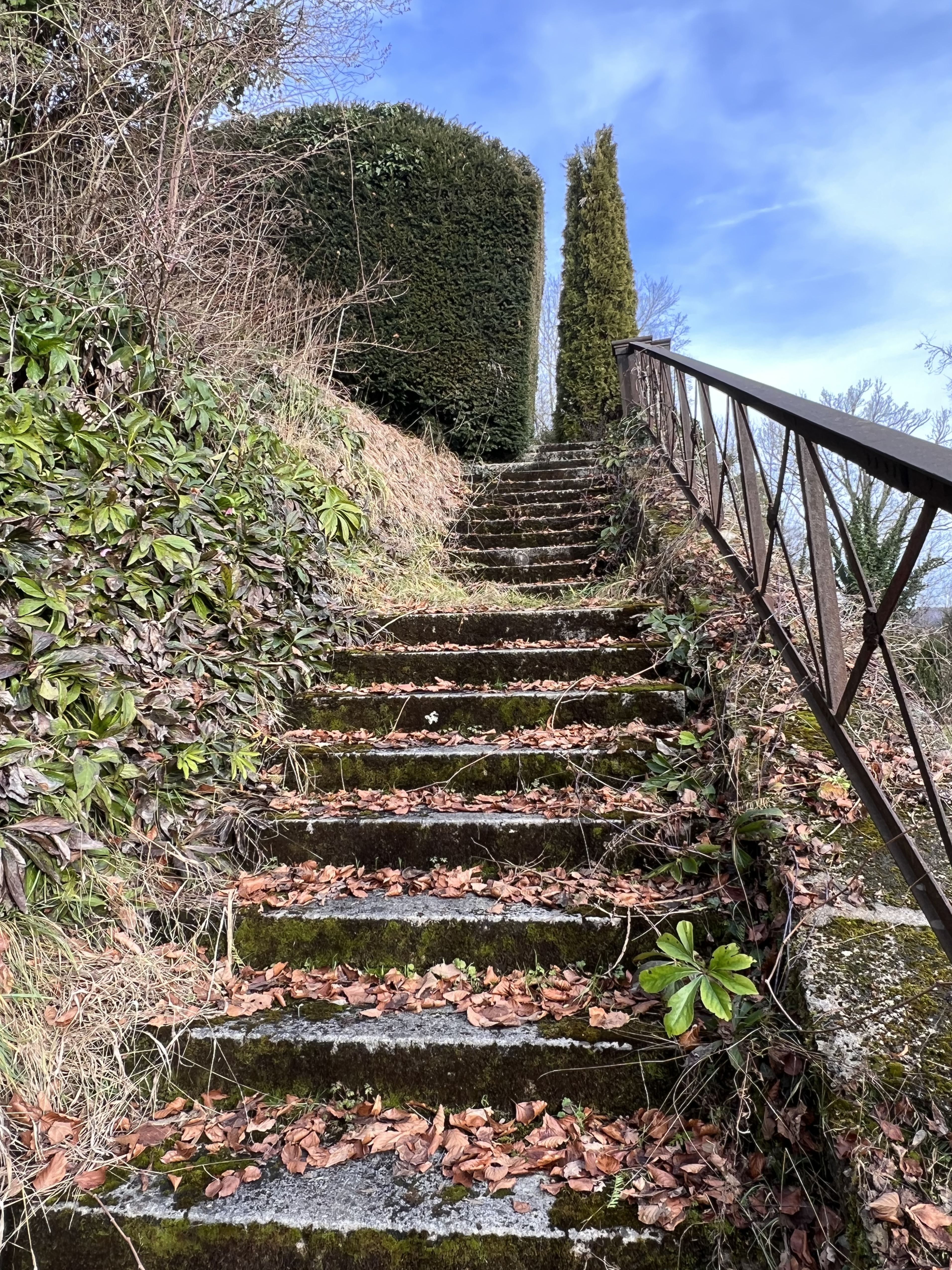
Treppe und Trockenmauer im Park der Villa

Die Villa Almeida in Starnberg, der Kreisstadt des Kreises Starnberg in Oberbayern, wurde 1832 errichtet. Die Villa an der Weilheimer Straße 11 ist ein geschütztes Baudenkmal.

## Geschichte
Der Neubau wurde für Prinz Karl von Bayern (1795–1875) und seine Frau Marie-Anne-Sophie Petin (1796–1838), die den Titel Gräfin von Bayrstorff erhielt, durch Franz Xaver Eichheim am Platz der ehemaligen Georgskirche errichtet. Die Tochter Franziska Sophie (1827–1912), verheiratet mit dem portugiesisch Kammerherrn Paulo Martins de Almeida (1807–1874), erbte die Villa. Die letzte Bewohnerin aus der Familie war Ruth Gräfin Almeida (1921–2013). Nach ihrem Tod haben die Erben im Jahr 2018 die Villa zum Verkauf angeboten.

## Beschreibung
Die klassizistische zweigeschossige Anlage mit flachem Walmdach und Risaliten hat seitliche Anbauten, die später entstanden sind. Die Parkanlage ist 27.000 Quadratmeter groß. Der seeseitigen Front ist eine Terrasse mit Freitreppe vorgelagert. Auf der gegenüberliegenden Seite ist der Eingang mit Vestibül im Untergeschoss wegen der Hanglage.  
Im Erdgeschoss sind die großen Repräsentationsräume, die durch raumhohe Rundbogenfenster vom Tageslicht durchflutet werden. Eine doppelläufige Treppe in der Mitte erschließt das Ober- und Untergeschoss.      
Der Gartenpavillon im Rundbogenstil hat seine beiden Seitenflügel eingebüßt. Unterhalb der Villa wurde 1897 der alte Dienstbotenbau durch ein größeres Wohnhaus ersetzt, das nach Plänen von Ludwig Deiglmayr errichtet wurde. 